# Liste der Kulturdenkmale in Oldenswort
In der Liste der Kulturdenkmale in Oldenswort sind alle Kulturdenkmale der schleswig-holsteinischen Gemeinde Oldenswort (Kreis Nordfriesland) und ihrer Ortsteile aufgelistet (Stand: 10. März 2025).

## Legende
In den Spalten befinden sich folgende Informationen:
- Objekt-ID: die Nummer des Kulturdenkmales
- Lage: die Adresse des Kulturdenkmales und die geographischen Koordinaten. Kartenansicht, um Koordinaten zu setzen. In der Kartenansicht sind Kulturdenkmale ohne Koordinaten mit einem roten Marker dargestellt und können in der Karte gesetzt werden. Kulturdenkmale ohne Bild sind mit einem blauen Marker gekennzeichnet, Kulturdenkmale mit Bild mit einem grünen Marker.
- Offizielle Bezeichnung: Bezeichnung des Kulturdenkmales
- Beschreibung: die Beschreibung des Kulturdenkmales
- Bild: ein Bild des Kulturdenkmales

## Sachgesamtheiten
| Objekt-ID      | Lage                                                                  | Offizielle Bezeichnung                | Beschreibung | Bild                             |
| -------------- | --------------------------------------------------------------------- | ------------------------------------- | --- | -------------------------------- |
| 40636 Wikidata | Dorfstraße 20, Osterender Chaussee 3, 4 (54° 22′ 23″ N, 8° 56′ 27″ O) | Kirche St. Pankratius mit Ausstattung | Kirche St. Pankratius; Ensemble bestehend aus kreuzförmiger Backsteinsaalkirche (2. Viertel 13. Jh.) mit gotischem Chor und quadratischem Westturm (im Kern 1493) auf einem umfriedeten Kirchhof; Pastorat von 1880, eingeschossiger Backsteinbau unter Satteldach mit Mittelrisalit und hölzerner Veranda; Diakonat von 1831, eingeschossiger Backsteinbau unter Satteldach, südliches Zwerchhaus und buntverglaster Wintergarten - Begründung: geschichtlich, künstlerisch, städtebaulich, Kulturlandschaft prägend - Schutzumfang: Kirche St. Pankratius mit Ausstattung, Kirchhof mit Grabmalen bis 1870, Kirchhofsmauer, Gruft Tönnies (Dorfstraße 20), Pastorat mit Garten (Osterender Chaussee 3), ehem. Diakonat mit Einfriedung (Osterender Chaussee 4) | weitere Fotos \| Fotos hochladen |
| 27362 Wikidata | Kotzenbüller Chaussee 2 (54° 21′ 31″ N, 8° 56′ 43″ O)                 | Gut Hoyerswort: Gesamtanlage          | Gut Hoyerswort; begründet 1564; Hofanlage auf flacher Warft mit Herrenhaus der Renaissancezeit (2. Hälfte 16./1. Hälfte 17. Jh.), reetgedeckter Haubargscheune von 1704, Hoffläche und -zufahrt mit zwei Sandsteinlöwen und Zwillingsfigur, Gutsgarten mit barockem Basin sowie dem umgebenden Wassergrabensystem - Begründung: geschichtlich, wissenschaftlich, städtebaulich - Schutzumfang: Herrenhaus, Haubargscheune, Wassergrabensystem, Gutsgarten mit zwei Sandsteinlöwen, Gartenmauer, Hoffläche, barockes Bassin, Zwillingsfigur | Fotos hochladen                  |
| 38585 Wikidata | Osterende 42 (54° 23′ 0″ N, 8° 58′ 12″ O)                             | Haubarg                               | Haubarg; wohl 18. Jh., Wohnteil Ende 19. Jh.: Haubarg, eingeschossiger Walmdachbau mit östlich quer angesetztem Wohnteil, Wohnteil mit reetgedecktem Halbwalmdach und Backengiebel, Ziegelfassade mit Eisenankern; im Inneren historische Struktur und freistehender Vierkant; Warft mit Baumkranz und Graben. - Begründung: geschichtlich, Kulturlandschaft prägend - Schutzumfang: Haubarg mit Wohnteil, Graben, Warft mit Baumkranz | BW                               |
| 44035          | Osterende 59, 60 (54° 23′ 14″ N, 8° 58′ 33″ O)                        | Mühle „Catharina“                     | Ensemble aus Windmühle (1895, im Ursprung von 1786) und ehem. Müllerhaus (1883); Kellerholländer mit stark geschwungener Schrägung und Kappe sowie vorgelagertem eingeschossigen Flachdachbau, gegenüber giebelständiger geschlemmter Backsteinbau mit Drempel und Satteldach, davor zwei Sandsteinbänke von 1805 - Begründung: geschichtlich, Kulturlandschaft prägend - Schutzumfang: Windmühle „Catharina“, ehem. Müllerhaus mit zwei Steinbänken | BW                               |

## Mehrheit von baulichen Anlagen
| Objekt-ID | Lage                                               | Offizielle Bezeichnung      | Beschreibung | Bild |
| --------- | -------------------------------------------------- | --------------------------- | --- | ---- |
| 49734     | Dorfstraße 37, 39, 41 (54° 23′ 7″ N, 8° 58′ 22″ O) | Wohnhäuser Dorfstraße 37-41 | Wohnhäuser Dorfstraße 37-41; 18. u. 19. Jh.; Gruppe von drei eingeschossigen, giebelständigen Backsteinbauten unter Satteldächern, die Fronten mit segmentbogigen Fenster- und Türöffnungen, Backsteinzierfriese - Begründung: geschichtlich, städtebaulich - Schutzumfang: Wohnhäuser Dorfstraße 37, 39, 41 | BW   |

## Bauliche Anlagen
| Objekt-ID      | Lage                                                  | Offizielle Bezeichnung                | Beschreibung | Bild                             |
| -------------- | ----------------------------------------------------- | ------------------------------------- | --- | -------------------------------- |
| 2308 Wikidata  | Dorfstraße 20 (54° 22′ 23″ N, 8° 56′ 27″ O)           | Kirche St. Pankratius mit Ausstattung | Alteintragung (Aktualisierung vorgesehen) - Begründung: geschichtlich, künstlerisch, städtebaulich - Schutzumfang: gesamtes Objekt - Denkmaltyp: Bauliche Anlage, Sachgesamtheit: Kirche St. Pankratius | weitere Fotos \| Fotos hochladen |
| 43049          | Dorfstraße 31 (54° 22′ 21″ N, 8° 56′ 27″ O)           | Wohnhaus                              | Wohnhaus; um 1885/86; eingeschossiger, traufständiger Backsteinbau unter schiefergedecktem Satteldach mit mittigem Zwerchhaus über dem Eingang, Segmentbogenfenster mit Putzrahmung - Begründung: geschichtlich, städtebaulich - Schutzumfang: gesamtes Objekt - Denkmaltyp: Bauliche Anlage | BW                               |
| 2314           | Dorfstraße 41 (54° 22′ 20″ N, 8° 56′ 24″ O)           | Wohnhaus                              | Wohnhaus; wohl 1774; eingeschossiger, giebelständiger, geschlämmter Backsteinbau unter Satteldach mit scheitrechten Fenstern und drei Ladeluken im Giebel, Maueranker u. a. mit Jahreszahl - Begründung: geschichtlich, städtebaulich - Schutzumfang: gesamtes Äußeres - Denkmaltyp: Bauliche Anlage, Mehrheit von baulichen Anlagen: Wohnhäuser Dorfstraße 37-41                                                          | BW                               |
| 8835 Wikidata  | Gunsbüttel 16 (54° 22′ 23″ N, 8° 56′ 27″ O)           | ehem. Wohn- und Wirtschaftsgebäude    | seit dem 17. Jahrhundert überlieferte Warft mit umlaufenden Graben sowie Langhaus mit Garten und Hauskoppel - Begründung: geschichtlich, Kulturlandschaft prägend - Schutzumfang: ehem. Wohn- und Wirtschaftsgebäude, Garten, Hauskoppel, Wassergraben - Denkmaltyp: Bauliche Anlage | BW                               |
| 932 Wikidata   | Kotzenbüller Chaussee 2 (54° 21′ 31″ N, 8° 56′ 43″ O) | Herrenhaus                            | Das Herrenhaus im Stil der Renaissance wurde vermutlich von 1564 bis 1620 erbaut. Das Haus ist zweigeschossig und hat einen L-förmigen Grundriss. Alteintragung (Aktualisierung vorgesehen) - Begründung: geschichtlich, wissenschaftlich, städtebaulich - Schutzumfang: Alteintragung (Aktualisierung vorgesehen) - Denkmaltyp: Bauliche Anlage, Sachgesamtheit: Gut Hoyerswort                                           | weitere Fotos \| Fotos hochladen |
| 933 Wikidata   | Kotzenbüller Chaussee 2 (54° 21′ 32″ N, 8° 56′ 42″ O) | Haubargscheune Hoyerswort             | Die Haubargscheune wurde 1704 erbaut. Seit 1986 wird sie als Stall genutzt. Alteintragung (Aktualisierung vorgesehen) - Begründung: geschichtlich, städtebaulich - Schutzumfang: Alteintragung (Aktualisierung vorgesehen) - Denkmaltyp: Bauliche Anlage, Sachgesamtheit: Gut Hoyerswort | BW                               |
| 43055          | Oldehöft 4 (54° 21′ 23″ N, 8° 58′ 5″ O)               | Haubarg                               | Haubarg; um 1860, im Kern evtl. noch 18. Jh.; reetgedeckter Haubarg mit Backsteinmauerwerk, östliches Vorhüs mit mittigem Zwerchgiebel, Achterhüs etwas schmaler mit Giebeln über Stalltür und Lootor - Begründung: geschichtlich, Kulturlandschaft prägend - Schutzumfang: gesamtes Objekt - Denkmaltyp: Bauliche Anlage                                                                                                  | BW                               |
| 27361          | Osterende 25 (54° 23′ 5″ N, 8° 57′ 46″ O)             | Haubarg Maack                         | Haubarg Maack; im Kern 16. Jh., Bauphasen des 17.-20. Jh.; reetgedeckter Vierständerhaubarg aus Eichenholz; westlicher Wirtschaftsteil mit Giebeln über Lootor und Boostür, Vorhüs nach Osten gelegen; von Graften umgebene Warft - Begründung: geschichtlich, wissenschaftlich, Kulturlandschaft prägend - Schutzumfang: Haubarg Maack, Warft, Graften um die Warft - Denkmaltyp: Bauliche Anlage                         | BW                               |
| 38586 Wikidata | Osterende 42 (54° 23′ 0″ N, 8° 58′ 11″ O)             | Haubarg mit Wohnteil                  | Haubarg; wohl 18. Jh., Wohnteil Ende 19. Jh.: Haubarg, eingeschossiger Walmdachbau mit östlich quer angesetztem Wohnteil, Wohnteil mit reetgedecktem Halbwalmdach und Backengiebel, Ziegelfassade mit Eisenankern; im Inneren historische Struktur und freistehender Vierkant - Begründung: geschichtlich, Kulturlandschaft prägend - Schutzumfang: gesamtes Objekt - Denkmaltyp: Bauliche Anlage, Sachgesamtheit: Haubarg | BW                               |
| 495 Wikidata   | Osterende 56 (54° 23′ 10″ N, 8° 58′ 31″ O)            | Haubarg Gappmayer                     | Alteintragung (Aktualisierung vorgesehen) - Begründung: geschichtlich, wissenschaftlich - Schutzumfang: gesamtes Objekt - Denkmaltyp: Bauliche Anlage | BW                               |
| 9180 Wikidata  | Osterende 59 (54° 23′ 14″ N, 8° 58′ 33″ O)            | Windmühle „Catharina“                 | Windmühle; 1895, im Ursprung von 1786; Kellerholländer mit stark geschwungener Schrägung und Kappe, vorgelagerter eingeschossiger Flachdachbau - Begründung: geschichtlich, Kulturlandschaft prägend - Schutzumfang: gesamtes Objekt - Denkmaltyp: Bauliche Anlage, Sachgesamtheit: Mühle „Catharina“ | weitere Fotos \| Fotos hochladen |
| 27360          | Osterende 60 (54° 23′ 13″ N, 8° 58′ 33″ O)            | ehem. Müllerhaus                      | ehem. Wohn- und Wirtschaftsgebäude; 1883; markanter, weiß geschlämmter Ziegelbau mit Drempel und Satteldach, repräsentativer Nordwestgiebel, davor zwei Steinbänke von 1805 - Begründung: geschichtlich, Kulturlandschaft prägend - Schutzumfang: ehem. Müllerhaus, zwei Steinbänke - Denkmaltyp: Bauliche Anlage, Sachgesamtheit: Mühle „Catharina“                                                                       | BW                               |
| 2309           | Osterender Chaussee 3 (54° 22′ 24″ N, 8° 56′ 30″ O)   | Pastorat                              | Pastorat; 1880; eingeschossiger, langgestreckter Backsteinbau mit Drempel unter schiefergedecktem Satteldach, an der Traufseite mittig übergiebelter Risalit, davor hölzerne Veranda, Hauseingang an der Giebelseite; Garten - Begründung: geschichtlich, städtebaulich - Schutzumfang: Pastorat, Garten - Denkmaltyp: Bauliche Anlage, Sachgesamtheit: Kirche St. Pankratius                                              | BW                               |
| 5216 Wikidata  | Süderfriedrichskoog 3 (54° 20′ 14″ N, 8° 58′ 8″ O)    | Haubarg Pohnswarft                    | Haubarg; 1787; 6-Ständer-Haubarg mit Vöhus und Achterhus unter einem Dach, je ein Spitzgiebel über Lootor und Stalltür, Ziegelfassade weiß geschlämmt - Begründung: geschichtlich, Kulturlandschaft prägend - Schutzumfang: gesamtes Objekt - Denkmaltyp: Bauliche Anlage | BW                               |

## Gründenkmale
| Objekt-ID      | Lage                                                  | Offizielle Bezeichnung | Beschreibung | Bild |
| -------------- | ----------------------------------------------------- | ---------------------- | --- | ---- |
| 19544 Wikidata | Dorfstraße 20 (54° 22′ 22″ N, 8° 56′ 24″ O)           | Kirchhof               | Alteintragung (Aktualisierung vorgesehen) - Begründung: geschichtlich, Kulturlandschaft prägend - Schutzumfang: Kirchhof, Grabmale bis 1870, Kirchhofsmauer, Gruft Tönnies - Denkmaltyp: Gründenkmal, Sachgesamtheit: Kirche St. Pankratius | BW   |
| 2754 Wikidata  | Kotzenbüller Chaussee 2 (54° 21′ 29″ N, 8° 56′ 45″ O) | Gutsgarten             | Gutsgarten Hoyerswort; auf die Renaissancezeit zurückgehend; ehem. Lustgarten mit Terrassenmauer und barockem Bassin, gemeinsam mit den Baulichkeiten des Gutes von einem Wassergrabensystem umgeben - Begründung: geschichtlich, wissenschaftlich, städtebaulich - Schutzumfang: Gutsgarten, zwei Sandsteinlöwen, Gartenmauer, Hoffläche, Barockes Bassin, Zwillingsfigur - Denkmaltyp: Gründenkmal, Sachgesamtheit: Gut Hoyerswort | BW   |

## Quelle
- Liste der Kulturdenkmale in Schleswig-Holstein – Kreis Nordfriesland (PDF)

- Karte mit allen Koordinaten:
- OSM |
- WikiMap